# Seaxburh av Ely
Sankta Seaxburh av Ely, född okänt år, död 6 juli 699 i Ely, var ett kristet engelskt helgon, drottning och abbedissa. Hon var drottning av Kungariket Kent som gift med kung Eorcenberht av Kent, och regent i Kent som förmyndare för sin omyndige son Ecgberht av Kent.
Seaxburh blev regent vid sin makes död 664, men det är inte känt hur länge hon regerade; hennes son avled dock år 673, och hennes regentskap borde alltså ha avslutats senast det året. Hon grundade det första klostret för kvinnor i Kent, Milton-next-Sittingbourne och därefter ytterligare ett kloster, Minster-in-Sheppey, där hon och hennes dotter blev nunnor sedan hennes son blivit förklarad myndig och hennes regentskap hade avslutats. Hon efterträdde sin syster som abbedissa i Ely 679. 